# 颱風卡努 (2017年)
颱風卡努（英語：Typhoon Khanun，國際編號：1720，聯合颱風警報中心：WP242017，菲律賓大氣地球物理和天文服務管理局：Odette）是2017年太平洋颱風季第20個被命名的熱帶氣旋。「卡努」（ขนุน）由泰國提供，意為菠蘿蜜果。此名字為第3次使用，前兩次使用分別在2005年和2012年。

## 發展過程
卡努於菲律宾東方海面發展，在10月10日上午9時美國海軍研究實驗室給予熱帶擾動編號「98W」。11日上午10時日本氣象廳將它升為熱帶低氣壓，不久後中華民國交通部中央氣象局也把它升格為熱帶低氣壓，緩慢向西北西移動，同日下午3時日本氣象廳發布烈風警報。由於進入所處環境垂直風切變較弱，加上達攝氏29度的海面温度，使系統開始增強。12日上午8時香港天文台將其升格為熱帶低氣壓，下午5時聯合颱風警報中心將其升格為熱帶低氣壓，給予熱帶氣旋編號「24W」，47分鐘後中国国家气象中心率先將其升格為熱帶風暴，晚上9時日本氣象廳也將其升格為熱帶風暴，給予國際編號1720，命名為卡努，香港天文台和中央氣象局皆在不久後分別將卡努升格為熱帶風暴及輕度颱風，晚上11時聯合颱風警報中心跟進，卡努在翌日凌晨12時40分在菲律賓卡加延省聖安娜登陸，此時大多氣象部門預計移向華南沿岸，於香港約300公里內掠過，將增強至颱風級，並登陸海南省，進入南海後，卡努發展出中心密集雲團區，並建立往赤道及北極的流出通道，使其強度加速增強，同日晚間菲律賓率先把卡努升格為強烈熱帶風暴，而14日大部分氣象中心均將卡努升格為強烈熱帶風暴，中國中央氣象臺在當晚10時10分率先把卡努升格為颱風級，而香港天文台和澳門氣象局也分別在晚上11時及午夜12時跟隨。
10月15日上午9時台灣中央氣象局把卡努升格為中度颱風，同日上午10時40分香港天文台將卡努升格為強颱風，在中午12時中國國家氣象中心跟隨升格。隨著卡努接近陸地，開始捲入東北季候風和乾空氣，加上其環流也開始受到陸地摩擦而急劇減弱，香港天文台在下午5時把卡努降格為颱風，再於翌日早上2時降格為強烈熱帶風暴，並於6小時後將其降格為熱帶風暴，更在早上11時和下午2時將其降格為熱帶低氣壓和低壓區，於13小時內三度降格、19小時內五度降格。急劇減弱程度的速度，是繼超強颱風天兔後的另一個急劇減弱的熱帶氣旋。
10月16日凌晨2時，台灣中央氣象局把卡努降格為輕度颱風，同日下午2時，台灣中央氣象局再把它降格為熱帶性低氣壓，下午2時半，再把它降格為低壓區，隨後表示其已消散。日本氣象廳則於晚上9時評估其已消散。而香港天文台在17日凌晨2時的天氣圖表示其已消散。
日本氣象廳在事後發佈的最佳路徑中，把卡努的強度向下修訂，接近中心最高持續風速從80節（每小時150公里）下調為75節（每小時140公里），中心最低氣壓由950百帕斯卡上調至955百帕斯卡。

## 影響

### 菲律賓
當地發出之最高風暴信號：二號風暴信號
隨着卡努於呂宋以東增強為熱帶低氣壓，菲律賓大氣地球物理和天文服務管理局在11日晚上11時發出一號風暴信號，當時位於土格加劳以東925公里。菲律賓大氣地球物理和天文服務管理局在12日晚上11時發出二號風暴信號，當時卡努位於阿帕里以東125公里，加強為熱帶風暴。卡努於13日凌晨12時40分在卡加延省聖安娜登陸，早上移入南海並逐漸遠離呂宋。菲律賓大氣地球物理和天文服務管理局在下午5時改發一號風暴信號，當時卡努移至鍚奈特以西205公里，加強為強烈熱帶風暴。雖則卡努即將移離菲律賓大氣地球物理和天文服務管理局責任範圍，但由於移動緩慢，加上仍有所增強，菲律賓大氣地球物理和天文服務管理局至14日下午5時才取消所有風暴信號，當時卡努移至佬沃以西300公里，即將移離菲律賓大氣地球物理和天文服務管理局責任範圍。

### 日本
受卡努的外圍雲系影響，一艘香港籍貨輪在13日凌晨2時於沖繩縣石垣島南方約600公里海域發出求救訊號，日本第11管區海上保安本部稱該貨輪沉沒，26名印度籍船員僅有16人獲救。

### 臺灣
臺灣雖不受卡努的暴風圈影響，但中央氣象局表示，自10月12日起，東部、北部及南部需嚴防卡努外圍環流及東北季風產生之共伴效應，所挾帶之豪大雨和豪雨；13日蘭嶼測得14級陣風，因應共伴效應帶來的強勁風勢，臺北市中國文化大學、宜蘭縣許多學校、臺東縣蘭嶼鄉13日下午停班停課。晚間9時，經濟部災害緊急應變小組二級開設，同時針對部分地區發布淹水警戒。晚間11時半，中央災害應變中心緊急二級開設，經濟部水利署亦同時進駐中央災害應變中心。
此次卡努與東北風所導致之共伴效應使台灣多處降雨，北部地區石門水庫旱象亦因此紓解，石門水庫集水區累積雨量240毫米，蓄水率預期可達90%以上。而此次的降雨並沒有落在曾文水庫集水區，截至15日下午1時，蓄水率僅有61.87%。經濟部水利署預估此次降雨使翡翠、石門兩座水庫入流量各有1億噸。

### 中国大陆
当地发布之最高台风预警信号： 颱風橙色預警信號
随着卡努增强为热带风暴，国家气象中心在10月12日下午6时发出台风蓝色预警信号，当时卡努集结在马尼拉东偏北520公里。13日早上卡努一度改向西南移动，但预料继续迫近海南，国家气象中心于是在上午10时改发台风黄色预警信号，当时卡努移至海南万宁以东大约1030公里。与此同时中国气象局在早上11时启动气象灾害（台风）三级应急响应，而國家海洋預報局則在14日早上8時發佈黃色海浪警報。由於卡努進一步逼近及加強，国家气象中心在下午6時发佈台风橙色预警信号，當时卡努集結在廣東湛江徐闻東偏南約480公里。

#### 广东
当地发布之最高台风预警信号： 颱風紅色預警信號

10月15日，卡努在粤西登陸時的色調強化紅外線衛星動畫

卡努移入南海后直指海南岛一带而行，同时亦威胁雷州半岛一带，广东省气象局在10月12日上午9时正启动气象灾害（台风）三级应急响应，而各地方气象台在下午陆续发布台风白色预警信号。13日卡努采取较为偏北的路径移动，预料登陆雷州半岛，各地方气象台在当日早上陸續改发台风蓝色预警信号，至14日下午改發台风黃色预警信号。卡努繼續迫近，广东省气象局在晚上7時启动气象灾害（台风）二级应急响应，當時卡努位於湛江徐闻東偏南約820公里。
卡努於10月16日凌晨3時25分在徐闻县新寮镇登陸，登陸時中心附近最大風力10級。當日早上8時分別將防風二級、氣象災害（颱風）二級應急響應降為防風四級、氣象災害（颱風）四級應急響應。同日下午3時分別結束防風四級應急響應，氣象災害（颱風）四級應急響應。
湛江市大部分地區出現8到11級大風，15日8時至16日8時，全市普降大到暴雨，局部大暴雨，平均降雨量53.9毫米。全市主要江河及沿海潮位均在警戒線以下，各水庫安全運行。據各縣（市、區）初步統計，受卡努影響，湛江全市直接經濟損失8.25億元，其中，農林牧漁業直接損失3.95億元，水利設施直接損失3.45億元，工業、交通運輸業直接損失0.72億元，其他損失0.13億元。沒有接到人員傷亡報告。
10月15日在珠海市沿岸多艘海上防台船舶遇險，截至當天傍晚，珠海市海上搜救中心共接報險情5宗，15人遇險，並已全部獲救。

#### 海南
当地发布之最高台风预警信号： 颱風紅色預警信號
卡努掠过吕宋后向西偏北推进，预料在15日傍晚至16日凌晨在海南岛登陆，但也有可能擦过海南部南部近海。海南省气象局在13日上午9时正发布台风蓝色预警信号，至同日下午2时50分改发台风黄色预警信号，当时卡努位于万宁市以东1010公里。14日中午12時當局啟動防汛防風四級應急响应，当时卡努移至海南文昌以東約810公里。隨着卡努進一步逼近，海南省气象局在晚上8時發出台风橙色预警信号，当时卡努移至广东湛江徐闻之东偏南約480公里。到10月15日上午11時05分，海南省气象局改发台风红色预警信号。
14日至16日期間，受卡努和弱冷空氣共同影響，海南全島出現明顯風雨天氣，共有97個鄉鎮雨量超過50毫米，其中海口、臨高、文昌、澄邁、定安和儋州等市縣共有31個鄉鎮雨量超過100毫米，最大為海口市區209.7毫米。
據海南省三防辦統計，截至16日17時，全省9個市縣115個鄉鎮（含農場）及街道36萬餘人受災，轉移逾28萬人，24278艘漁船回港避風，8.17萬餘人離開漁船、漁排上岸，無因災死亡及失蹤人員。
累計造成1條110kV線路和44條10kV線路跳閘，海南移動1536個基站停電、光纜中斷27起，至10月16日已全部維修。

#### 广西
当地發布之最高台风预警信号： 颱風黃色預警信號
随着卡努逼近，广西自治区气象局在10月14日上午11时跳过台风蓝色预警信号，直接发布台风黄色预警信号，当时卡努位於海南文昌东偏南810公里。广西自治区气象局预料卡努在海南万宁到广东湛江登陆后，将转向西偏南移动。当局在下午5时启动台风三级应急响应，当时卡努集结在海南文昌以东760公里。
廣西全區大部出現了降雨，其中南寧以南的地區出現中到大雨，沿海局地還出現暴雨。廣西東部和沿海還出現了較大的風，北部灣海面出現平均風力9級，陣風10級。
據自治區民政廳救災處10月16日統計，南寧市邕寧、北海市海城等地7023人受災，緊急轉移安置9人；倒塌房屋6戶9間；直接經濟損失211.8萬元。
截至16日下午4時，累計造成線路跳閘64條，均已全部恢復；停電用戶近17萬戶，主要在欽北防南寧玉林，其中南寧主要在邕寧區和武鳴區，北海因為地處颱風登陸範圍，停電戶數最多，在各市中受災最重。16日下午4時，停電用戶中已恢復15萬多戶，到16日夜間，剩余停電用戶也全部恢復供電。

#### 浙江
受卡努外圍雲系和北方弱冷空氣的共同影響，10月14-16日，浙江省東北部沿海地區普降暴雨到大暴雨，舟山、寧波部分地區降特大暴雨。15日白天強降雨主要集中在台州、寧波，15日夜間集中在舟山、寧波。至10月16日8時，全省面雨量51毫米，其中舟山市221.2毫米、寧波市122.5毫米、台州市58.4毫米。
強降雨的範圍集中。大暴雨範圍集中在舟山全境、寧波的東部（象山縣、北侖區等）和北部山區，其中舟山市普陀區和定海區降特大暴雨。據初步測算，全省100毫米以上雨量覆蓋面積約9000平方公里，其中舟山、寧波市約7500平方公里，佔全省80%以上。

### 香港
- 當地發出之最高熱帶氣旋警告信號： 八號東北烈風或暴風信號
- 最接近當地時間：2017年10月15日下午3時[43]
- 最接近當地位置：香港之西南偏南約210公里[43]

香港天文台於10月13日中午12時發出「特別天氣提示」，表示卡努當天與香港會保持相當距離，暫未對香港造成直接影響，主要受東北季候風影響，天氣會較涼。而14日稍後因它們的共同影響，稍後天氣會變得多雲有雨，15日天氣將明顯轉壞。
10月14日凌晨離岸海域開始吹強風，8個參考站中的西貢及長洲亦錄得持續強風，但由於當時卡努距離香港較遠，加上風向偏北，顯示風力主要由東北季候風主導，天文台在凌晨4時20分發出強烈季候風信號，其後於早上8時45分取消。天文台於上午10時40分發出一號戒備信號，當時卡努集結在香港之東南約700公里。天文台表示會視乎卡努的移動和發展，在當日稍後考慮發出三號熱帶氣旋警告信號，亦指出卡努當日早上移動較為緩慢，但有跡象會向較西北方移動。受到卡努以及東北季候風的共同影響下，當日日間香港部份離岸及高地地區持續受到強風影響。卡努在當日下午轉向西北移動，天文台在下午4時45分表示當晚考慮發出三號強風信號。長洲在下午5時半開始測得強風，大老山更於下午5時40分測得持續烈風。天文台在下午5時45分表示未來一兩小時考慮發出三號信號。隨着香港風勢逐漸增強，天文台於晚上7時10分改發三號強風信號，當時卡努集結在香港之東南約570公里。離岸吹強風，高地間中吹烈風。天文台預計三號信號會在當晚至15日凌晨維持，並表示會視乎卡努的移動路徑及發展，考慮是否需要改發更高信號。天文台於晚上10時45分表示風力正逐漸增強，會在星期日早上考慮是否需要發出更高信號，天氣將顯著轉壞。
10月15日凌晨，香港離岸地區風勢進一步增強，天文台指出早上需要發出更高熱帶氣旋警告信號。天文台在早上6時40分發出「熱帶氣旋之特別報告」，宣佈預計在上午9時或之前發出八號熱帶氣旋警告信號。天文台於早上8時40分發出八號東北烈風或暴風信號，當時卡努集結在香港之東南偏南約260公里。香港風勢普遍拾級而上，西貢及赤鱲角先後錄得強風，連計在發出八號信號前已經錄得強風或烈風的流浮山及長洲，代表三號信號達標。天文台表示預料卡努會在下午最接近香港，在香港西南200公里左右掠過，八號信號會在日間大部分時間維持。八號信號生效期間，香港普遍吹東北強風，離岸及空曠地區吹烈風，部份高地間中吹暴風。
香港天文台於下午2時45分指出，卡努現正最接近香港，烈風將維持一段時間，若稍後卡努進一步遠離及香港風力減弱時，會考慮改發三號強風信號。卡努於下午3時最接近香港，於香港之西南偏南約210公里掠過。其後卡努逐漸遠離香港，但香港風勢未有普遍下降，廣泛地區仍然吹東北強風，長洲泳灘等離岸地區再度受到烈風影響。天文台於下午4時45分表示部份地方仍會吹烈風，當香港風力減弱時，會考慮當晩改發三號信號。香港風力於下午5時曾短暫減弱至強風程度以下，但減弱的趨勢只維持一瞬間，部份地區於下午5時半再度刮起強風，而離岸地區更再度吹烈風。天文台在下午5時45分表示隨著卡努繼續遠離香港，風力有減弱趨勢，但預料香港部分地區初時仍吹烈風。當風力進一步減弱時，天文台會在當晚改發三號信號。但香港西南部風勢仍然強勁，長洲主站風力再度飆升至烈風程度，並錄得風暴期間最高持續風速每小時79公里。
隨着香港廣泛地區風勢持續減弱，長洲的烈風也逐漸消退，天文台在晚上6時45分表示卡努已經減弱為颱風並繼續遠離香港，即將改發三號信號，並提醒市民初時離岸及高地仍然間中吹烈風，切勿鬆懈防風措施。八號信號生效接近11小時，天文台在晚上7時20分改發三號強風信號，此時卡努集結在香港之西南約290公里，天文台表示會密切留意香港風力的變化，考慮是否需要更改信號。天文台於晚上8時45分表示隨著卡努繼續遠離香港，天文台會考慮未來一兩小時改發一號信號。影響離岸地區的強風在晚上10時半後逐漸消退，只剩下長洲仍吹強風，天文台在晚上10時40分改發一號戒備信號，當時卡努集結在香港之西南偏西約320公里。天文台表示當卡努對香港的威脅解除時，會取消所有信號。最後天文台於翌日凌晨2時20分取消所有熱帶氣旋警告信號，當時卡努集結在香港之西南偏西約380公里，並減弱為強烈熱帶風暴。
卡努再度為香港帶來八號信號，連同上一年的超強颱風海馬，是自1974至1975年後首次連續兩年在10月份發出八號信號。亦是二戰後第三次在一年內有5個熱帶氣旋需發出八號或以上信號（上兩次為1964及1999年）。風暴吹襲期間，天文台8個參考自動氣象站有4個測得強風，其中1個測得烈風，三號信號達標，但八號信號不達標；而啟德以些微之差，未能測得強風。長洲、西貢、機場及流浮山測得之最高10分鐘平均風速分別為每小時79、58、51及45公里。當局收到580宗塌樹報告，而未有收到水浸或山泥傾瀉報告。在10月14日一號信號生效期間，有兩批共20名內地遊客到西貢橋咀島露營，其中10人因颱風迫近無法覓船撤離，再加上耗盡糧水，故在10月15日中午12時許決定報警求助。由於天氣惡劣，加上眾人無即時危險，警方待天氣好轉才出動救援。1小時後，已預約的船家見風浪減弱，駕駛街渡並接載他們，途中由水警輪從旁護送至西貢碼頭。另外10人則被困半月灣泳灘，其後他們乘坐街渡，由水警輪護送至西貢對面海水警基地，全部人均沒有受傷。
對於有部份網民質疑於八號信號生效期間香港市區風力不強，天文台高級科學主任李淑明發表天氣隨筆《今年風球特別多？》特別提到這個問題，李淑明指出由於卡努吹襲香港期間香港同時受到東北季候風影響，在兩者的共同影響下，香港市區吹偏北風，因受到地形屏蔽，吹北風時不太當風因此風勢較弱，但高地及離岸地區風勢較強，離岸地區（例如長洲、沙洲等）都錄得烈風，部份高地（例如大老山、大帽山等）以及橫瀾島更錄得暴風，所以提醒市民不要鬆懈防風措施。

### 澳門
- 當地懸掛之最高熱帶氣旋信號： 八號東北風球
- 當地發出之最高風暴潮警告：黃色風暴潮警告
- 最接近當地時間：2017年10月15日下午4時
- 最接近當地位置：澳門之西南偏南約180公里

10月13日中午地球物理暨氣象局表示，卡努會在當日傍晚進入澳門800公里警戒範圍內，屆時會懸掛熱帶氣旋信號。氣象局於晚上6時20分表示，會在當晚懸掛一號風球，當時卡努距離澳門約780公里。氣象局於「熱帶氣旋最新消息」中表示星期六下午至晚上懸掛三號風球機會甚高，星期日早上至中午懸掛八號風球機會為中等。氣象局於晚上9時半懸掛一號風球，當時卡努集結在澳門之東南約760公里，氣象局表示翌日早上改掛更高風球機會不大，隨後在14日上午約9時55分表示當日日間改掛更高風球機會不大。氣象局於約下午3時40分表示會在晚間考慮改掛三號風球，隨後亦預測潮水於（15日）很可能高於內港路面0.5米或以下，因此在約下午5時50分表示黃色風暴潮警告將在翌日（15日）凌晨5時生效。氣象局在當日傍晚約6時20分表示會在未來數小時改掛三號風球，並預測翌日懸掛八號風球機會偏高。氣象局在晚上9時懸掛三號風球，當時卡努移至澳門之東南約590公里，並表示翌日（15日）凌晨5時前改掛較高風球機會不大。氣象局在15日凌晨4時表示考慮在上午9時至下午1時考慮改掛八號風球，而黃色風暴潮警告亦在凌晨5時生效。氣象局隨後在早上7時確定在上午10時改掛八號東北風球。氣象局在上午10時正懸掛八號東北風球，當時卡努集結在澳門之東南偏南約260公里，並表示八號風球會在日間維持。氣象局亦提醒市民由於天文潮於當日傍晚再度升高，預料潮水於傍晚開始很可能高於內港路面0.5公尺或以下。
卡努在當日下午4時最接近澳門，在澳門之西南偏南約180公里處掠過。隨著卡努遠離澳門，澳門境內風力亦逐漸減弱，氣象局在約下午5時50分表示晚間視乎情況改掛三號風球；約一小時後表示未來數小時將考慮改掛三號風球；再於一小時後（約晚上7時50分）表示將在晚上9時改掛三號風球。澳門氣象局在晚上9時正改掛三號風球，當時卡努集結在澳門之西南約250公里。由於水浸情況逐漸消退，氣象局在晚上10時半取消所有風暴潮警告。隨著卡努進一步遠離澳門，氣象局在10月16日凌晨12時30分除下所有風球，當時卡努距離澳門西南約290公里。
截至10月15日晚上，民防行動中心錄得72宗事故報告，當中有2宗建築物損毀、水泥脫落及墜下物、40宗招牌廣告、簷篷、鐵片/鐵枝、窗墜落及搖搖欲墜、4宗棚架欲墜及倒塌及7宗樹木倒塌，11宗天線及樹木倒塌、2宗火警、4宗水浸、1宗渠道淤塞、1宗其他公共道路事故，共造成7人受傷。治安警察局聯同交通事務局截獲了98宗的士濫收車資﹔20宗的士拒載﹔另外亦檢控了10宗非法經營「白牌車」個案。

## 熱帶氣旋警告使用紀錄

### 菲律賓
| 菲律賓大氣地球物理和天文服務管理局 風暴信號 | 菲律賓大氣地球物理和天文服務管理局 風暴信號 | 菲律賓大氣地球物理和天文服務管理局 風暴信號 |
| ------------------------------------------- | ------------------------------------------- | ------------------------------------------- |
| 上一熱帶氣旋                                | 一號風暴信號                                | 下一熱帶氣旋                                |
| 颱風杜蘇芮                                  | 一號風暴信號                                | 颱風達維                                    |
| 強烈熱帶風暴帕卡                            | 二號風暴信號                                | 熱帶風暴海葵                                |

### 中國大陸
| 国家气象中心 颱風預警信號 | 国家气象中心 颱風預警信號 | 国家气象中心 颱風預警信號 |
| ------------------------- | ------------------------- | ------------------------- |
| 上一熱帶氣旋              | 颱風藍色預警信號          | 下一熱帶氣旋              |
| 超強颱風泰利 強颱風杜蘇芮 | 颱風藍色預警信號          | 颱風達維                  |
| 超強颱風泰利 強颱風杜蘇芮 | 颱風黃色預警信號          | 超強颱風瑪莉亞            |
| 超強颱風泰利 強颱風杜蘇芮 | 颱風橙色預警信號          | 超強颱風瑪莉亞            |

### 香港
| 香港天文台 熱帶氣旋警告信號 | 香港天文台 熱帶氣旋警告信號 | 香港天文台 熱帶氣旋警告信號 |
| --------------------------- | --------------------------- | --------------------------- |
| 上一熱帶氣旋                | 一號戒備信號                | 下一熱帶氣旋                |
| 熱帶低氣壓                  | 一號戒備信號                | 熱帶風暴艾雲尼              |
| 強烈熱帶風暴瑪娃            | 三號強風信號                | 熱帶風暴艾雲尼              |
| 超強颱風天鴿                | 八號東北烈風或暴風信號      | 超強颱風山竹                |
| 強烈熱帶風暴帕卡            | 八號烈風或暴風信號          | 超強颱風山竹                |

### 澳門
| 地球物理暨氣象局 熱帶氣旋信號 | 地球物理暨氣象局 熱帶氣旋信號 | 地球物理暨氣象局 熱帶氣旋信號 |
| ----------------------------- | ----------------------------- | ----------------------------- |
| 上一熱帶氣旋                  | 一號風球                      | 下一熱帶氣旋                  |
| 熱帶低氣壓                    | 一號風球                      | 熱帶風暴艾雲尼                |
| 強烈熱帶風暴帕卡              | 三號風球                      | 熱帶風暴艾雲尼                |
| 強烈熱帶風暴帕卡              | 八號東北風球                  | 強烈熱帶風暴貝碧嘉            |
| 強烈熱帶風暴帕卡              | 八號風球                      | 強烈熱帶風暴貝碧嘉            |

## 外部連結
| 太平洋颱風季             |
| 主題頁 - 專題 - 編輯指南 |

- （英文）颱風2000：各氣象部門對卡努的預測路徑集合 （页面存档备份，存于）
- （英文）美國太空總署：相關資料 （页面存档备份，存于）
- （日語）日本氣象廳：數位颱風網資料（日文版 （页面存档备份，存于）、英文版 （页面存档备份，存于））、1720最佳路徑數據（日文版 （页面存档备份，存于）、英文版（页面存档备份，存于））、2017年熱帶氣旋最佳路徑圖（日文版（页面存档备份，存于）、英文版（页面存档备份，存于））、2017年熱帶氣旋最佳路徑數據 （页面存档备份，存于） （页面存档备份，存于）
- （英文）美國聯合颱風警報中心：24W路徑數據 （页面存档备份，存于）、卡努路徑圖 （页面存档备份，存于） （页面存档备份，存于）
- （英文）美國海軍研究實驗室：24W檔案 （页面存档备份，存于）
- （繁體中文）臺灣交通部中央氣象局：颱風資料庫——
- （繁體中文）香港天文台：報告 （页面存档备份，存于）、2017年10月熱帶氣旋概述 （页面存档备份，存于）、實時天氣稿（10月12日 （页面存档备份，存于）－13日 （页面存档备份，存于）－14日 （页面存档备份，存于）－15日 （页面存档备份，存于）－16日 （页面存档备份，存于））、《天氣隨筆：今年風球特別多？》 （页面存档备份，存于） （页面存档备份，存于）
- （繁體中文）澳門地球物理暨氣象局：2017熱帶氣旋年報：颱風卡努
- （英文）菲律賓大氣地球物理和天文管理局：熱帶氣旋發佈存檔 （页面存档备份，存于） （页面存档备份，存于）